# Логистика
Логистиката е професия, занимаваща се с управление на материали, енергия и хора. Най-често се подразбира за сферата на бизнеса, но се прилага и в други области.
Основната задача на логистиката е оптималната организация на процеси, включително доставка на необходимите материали на точното място и време при зададени количество и качество с минимални усилия и разходи.
Според Бизнес факултета на Оксфордския университет логистиката е: бизнес планиране за управление на материали, услуги, информация и капиталови потоци. Интегрирането на планирането включва все по-комплексна информация, системи за комуникация и контрол, необходими в днешната бизнес среда.
Логистиката е изключително важна функция в съвременния бизнес свят и индустриално съперничество. Способността на предприятията да предлагат искания продукт или услуга на конкурентоспособна цена, на точното място и време е изключително важно за оцеляването и бъдещото развитие на бизнеса.
Именно с тази част от управлението на бизнеса се занимава логистиката, и по-точно логистичният мениджмънт.
Добро управление на материалните, информативни и капитални ресурси, т.е. добро управление на логистичната функция в компанията осигурява поддържане на общите разходи сведени до минимум. От друга страна, свеждането на разходите до минималните, осигурява дружествата с конкурентни предимства, които не са лесно приложими от конкурентните предприятия.
Значението на логистиката в управлението е да увери, че компанията може да поддържа голяма наличност на продуктите (или услугите, в зависимост от типа индустрия), като същевременно поддържа високо ниво на обслужване на клиентите и намаляване на състава от материални запаси и некачествено обслужване.
Задачата на логистичните мениджъри е да разберат предизвикателставата на пазара и да осигурят правилното управление на потока от информация и материали.
Осигуряването на конкурентна система за логистика във и извън компанията гарантира конкурентоспособност на всички нива от бизнеса и безспорно – развитие и растеж на предприятието.

## Направления
Логистиката се прилага в няколко направления:
- стопанска логистика
- инженерна логистика
- информационна логистика
- военна логистика
- заводска и вътрешнозаводска логистика
- логистика на пласмента